# Карсава

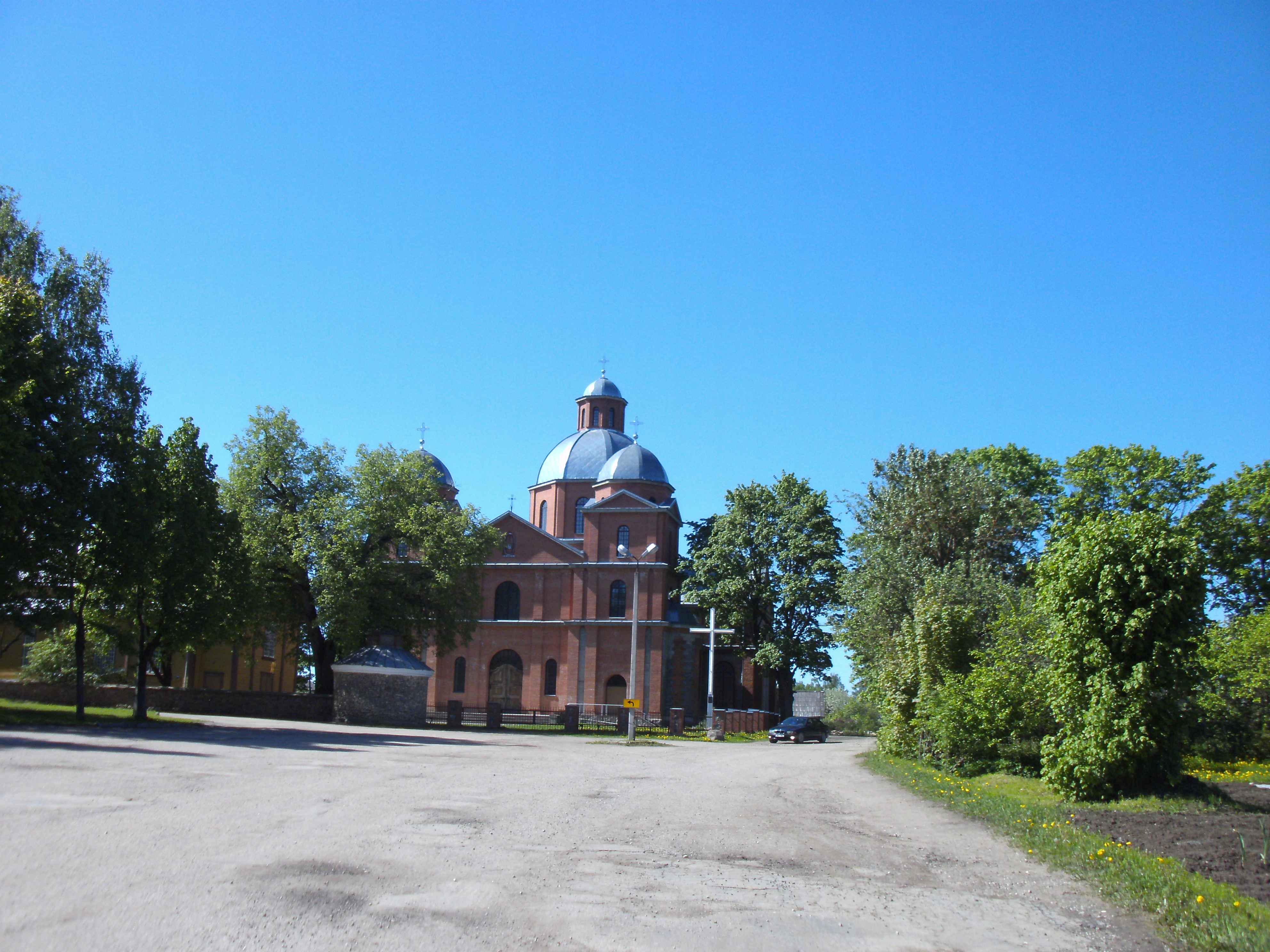
Костёл в Карсаве

Ка́рсава (латыш. Kārsavaо файле, латг. Kuorsova; до 1917 года — Корсовка, нем. Karsau, пол. Korsówka) — город (с 1928 года) на востоке Латвии в историко-культурной области Латгалия. Находится в составе Лудзенского края.

## История
Статус города Карсава получила в 1928 году. Стимулом к развитию города явились станции Малнава и Карсава на железнодорожной линии Карсава — Резекне, а также новые шоссейные дороги. В советское время здесь получила развитие металлообработка.
До 1 июля 2009 года Карсава входила в Лудзенский район. После административно-территориальной реформы стала центром нового Карсавского края. В 2021 году в результате очередной административно-территориальной реформы Карсавский край был упразднён, и Карсава вошла в состав Лудзенского края.
В 1,5 км от Карсавы расположен Малнавский колледж (создан в 1921 году как Латгальская сельскохозяйственная средняя школа).

## География
Площадь города — 4,07 км². Расстояние от Карсавы по прямой до границы с Россией — 4,5 км. От соседнего посёлка Бозава Карсаву отделяет река Утроя.

## Население
По данным на 1905 год в селе Корсовка Люцинского уезда Витебской губернии проживало 1057 человек.
По данным переписи населения 2000 года, население города составило 2722 человека, из них латыши (латгальцы) — 65,1 % (1772 чел.), русские — 31,9 % (868 чел.), прочие — (поляки, белорусы и др.) — 3,0 % (82 чел.).
По данным переписи населения Латвии 2011 года, из 2231 жителя города латыши составляли 72,66 % (1621 чел.), русские — 24,52 % (547 чел.), прочие — 2,82 % (63 чел.). 
По оценке 2022 года, из 1861 жителя города латышей было 74,1 % (1379 чел.), русских — 22,3 % (415 чел.), украинцев — 0,75 % (14 чел.), белорусов — 0,54 % (10 чел.), поляков — 0,48 % (9 чел.), литовцев — 0,32 % (6 чел.), прочих — 1,5 % (28 чел.).

## Транспорт

### Автодороги
Через Карсаву, огибая её, проходит автомагистраль A13 граница России (Гребнево) — Резекне — Даугавпилс — граница Литвы (Медуми), являющаяся частью европейского маршрута E 262. К городу подходят региональные автодороги P45 Виляка — Карсава, P48 Карсава — Тилжа — Дублюкалнс, P49 Карсава — Лудза — Эзерниеки и P50 Карсава — граница России (Айзгарша). Среди местных автодорог значима дорога V403 Карсава — железнодорожная станция Карсава.

### Междугороднее автобусное сообщение
Основные маршруты: Карсава — Резекне; Карсава — Лудза — Резекне — Варакляны — Плявиняс — Рига; Карсава — Балвы — Гулбене — Смилтене — Цесис; Карсава — Виляка — Алуксне.